# Замок Сіатаун
Замок Сіатаун (англ. Seatown Castle) — один із замків Ірландії, розташований у графстві Дублін.

## Історія замку Сіатаун
Замок Сіатаун був побудований родиною Расселл. Родина Рассел Рассел належала до старих англійських колоністів в Ірландії. Хоча, є версія, що родина Рассел ірландського походження і вони повернулися до Ірландії ще до англо-норманського завоювання Ірландії в 1172 році. Але це сумнівно. Документи 1200 року свідчать, що родина Расселл у ті часи не мала великих земельних володінь. Резиденцією родини Рассел ще з тих часів був замок Сіатаун, що розташований у графстві Дублін на землях Малахайд. Від замку збереглися нині лише окремі фрагменти. Археологічні розкопки показали, що це був невеликий замок, побудований на гроші короля Англії у XV столітті. У ті часи королі Англії виділяли гроші — суму в розмірі £ 10 на будівництво замків в Ірландії — для захисту Пейлу — англійської колонії в Ірландії від ірландських кланів. Замок Сіатаун знаходиться поруч біля причалу і води. У ті часи родина Расселл займалася торгівлею. У 1600 році родина Расселл володіла значним багатством. У 1627 році вони завершили будівництво Драйман-хаусу — будинок і садибу, збудовану в стилі часів короля Якоба І.
Родина Рассел після реформації лишилася вірною католицизму. Під час повстання за незалежність Ірландії в 1641 році родина Расселл приєдналася до повстанців та Ірландської конфедерації. Після розгрому повстання Олівер Кромвель конфіскував замок та маєток Сіатаун. Під час реставрації монархії родині Сіатаун повернули замок та маєток Сіатаун. Роберт Рассел Драйнам став членом парламенту від місто Свордс у часи короля Джеймса ІІ у 1689 році. Під час якобінських (вільямітських) війн 1689—1691 років у родини Расселл, як у прихильників короля Якоба ІІ, знову конфіскували замок та маєток Сіатаун і передали архієпископу Дубліна. Проте родина Рассел зберегла Драйнам-хаус і 421 акр землі біля нього. Будинок був остаточно проданий в 1920 році.
У 1766 році Бріджет Рассел — спадкоємиця Роберта Рассела Драймама уклала шлюб з Ендрю Крузом — дві давніх родини об'єдналися. З того часу родина називалася Рассел-Круз. Патрік Рассел Круз народився в 1799 році в Драйнам-хаусі — це був другий син Роберта Рассела Круза та Анни Марії Макгвайр.